# Meditando (Eliseu Visconti)
Meditando é uma pintura de Eliseu Visconti (1866 - 1944), pintor, desenhista e designer reconhecido como um dos maiores artistas do impressionismo no Brasil.  A sua data de criação é 1916 e a obra é do gênero retrato familiar. A pintura se encontra sob Coleção Particular.

## Descrição
A obra foi produzida com tinta a óleo, e seu suporte é a tela. Suas medidas são: 65,5 centímetros de altura e 54,2 centímetros de largura. A pintura é um retrato de, sua filha, Yvonne.
A assinatura do autor esta localizada no canto inferior direito.

## Contexto
A obra foi feita ano de 1916, um período onde os artistas começaram a valorizar retratos do cotidiano e pinturas naturalistas, como obras focadas na realidade brasileira da época, com um caráter mais moderno. Meditando foi apresentada na exposição individual da Galeria Jorge, com seu primeiro nome sendo Leitura, tendo a mesma sido adquirida pelo O Jornal. A obra, também aparece em foto no salão do Solar Manjope no Rio de Janeiro, bairro Jardim Botânico. Em uma época onde a tela era pertence de José Marino Filho, que possuía uma relação de amizade com o autor, Eliseu Visconti.
A pintura Meditando foi exposta em diversas exposições individuais, sendo elas: a Exposição Retrospectiva no Museu Nacional de Belas Artes, no Rio de Janeiro, em novembro de 1949; a Sala Especial na II Bienal do Museu de Arte Moderna de São Paulo (MAM), de dezembro de 1953 até agosto de 1954; a Exposição Eliseu Visconti - A Modernidade Antecipada, na Pinacoteca do estado de São Paulo, de dezembro de 2011 até junho de 2012; e a Exposição Eliseu Visconti - A Modernidade Antecipada, no Instituto Ricardo Brennand, em Recife, 2014.

## Análise
Durante a época de execução da obra, Visconti morava na França, durante o período da Primeira Guerra Mundial. Assim, dependendo dos rumos da guerra para retornar ao Brasil com sua família com sua família, em um vilarejo francês chamado Saint-Hubert. O nome dado a esse momento da vida de Eliseu é ''Novo Desafio (Paris Saint-Hubert)'', que foi um período onde ele alternava sua moradia entre o Brasil e a França. Outras obras similares foram feitas no mesmo período, onde o autor dispunha de seu tempo para registrar seus temas favoritos, onde seus filhos e esposa protagonizavam algumas dessas obras, são exemplos: Primavera em Saint - Hubert (1915) e Leitura (1917).
O quadro retrata Yvonne, filha do pintor, com um livro aberto em suas mãos. O vermelho, do vestido listrado, da flor no mesmo e do chapéu estampado, reflete-se fortemente nas maçãs do rosto de Yvonne, que são traçados com simplicidade, com um equilíbrio de tons que dão ao quadro, harmonia.

## Sobre o artista
Eliseu d'Angelo Visconti, foi um pintor e designer, nasceu na Itália em julho de 1866, na Vila de Santa Catarina, Comuna de Giffoni Valle Piana na Província de Salermo. Acredita-se que, o autor tenha imigrado para o Brasil com apenas um ano de idade, onde ja se encontravam seus irmãos mais velhos que já haviam imigrado para o país.
Inicia seus estudos no Liceu de Artes e Ofícios no Rio de Janeiro, em 1882. Por influência do imperador Dom Pedro II, Visconti ingressa a Imperial Academia de Belas Artes do Rio de Janeiro, e ganha muitas medalhas como aluno. Em 1892 vence o primeiro concurso da República Nacional de Belas Artes e conquista o prêmio de Viagem a Europa. Embarca em 1893 para Paris, onde fica até 1900, mesmo ano em que conheçe sua esposa, Louise Palombe.
O pintor revezava entre França e Brasil, um período onde o mesmo fez diversas exposições e obras retratando paisagens, onde sua esposa e filhos aparecem. Além disso, no ano de 1905, Visconti recebe o convite do Prefeito, Pereira Passos, para executar as decorações do Teatro Municipal do Rio de Janeiro.
Eliseu realizou inúmeras obras, sendo elas influenciadas por diversos estilos como o art-nouveau, simbolismo, pontilhismo e o impressionismo, sempre buscando dialogar com tendências contemporâneas, o mesmo buscava sempre pelo novo, querendo evoluir sua técnica.
No dia 15 de outubro de 1944, Eliseu falece aos 78 anos de idade em sua residência, Copacabana - Rio de Janeiro, 3 meses após ser golpeado na cabeça em um assalto.